# Vladimír Gajdušek
Vladimír Gajdušek (* 12. dubna 1950, Ústí nad Labem) je český římskokatolický kněz, farář v Městě Touškově a emeritní soudní vikář Diecézního církevního soudu plzeňské diecéze.

## Život
Mládí prožil v Mrákotíně u Telče. V roce 1968 maturoval na Střední všeobecně vzdělávací škole v Telči. Dva roky sloužil na vojně jako radista u vojenského útvaru v Jihlavě. Na kněze byl vysvěcen 23. června 1979 v katedrále sv. Víta v Praze. Po vysvěcení působil rok jako kaplan v kostele Panny Marie na Svaté Hoře u Příbrami. V letech 1980–1993 působil jako poslední farář v Nových Mitrovicích. V roce 1993–1995 studoval na Papežské lateránské univerzitě v Římě, kde získal červený diplom (90/90 summa cum laude) a titul ICLic. Po návratu byl jmenován jako zástupce soudního vikáře Interdiecézního církevního soudu v Praze až do roku 2009. V roce 2008 jej papež Benedikt XVI. jmenoval monsignorem. V letech 1995–2010 byl farářem ve Spáleném Poříčí a také administrátorem excurrendo ve farnostech Nové Mitrovice, Těnovice, Čížkov a Číčov.
Od roku 2010 působí jako farář v Městě Touškově. Po vzniku Diecézního církevního soudu v Plzni v roce 2009 jej plzeňský biskup František Radkovský jmenoval soudním vikářem Diecézního církevního soudu plzeňské diecéze. V roce 2024 pro svůj věk rezignoval na funkci soudního vikáře. Zároveň je také členem kněžské rady a kolegia konzultorů plzeňské diecéze.

## Externí odkazy

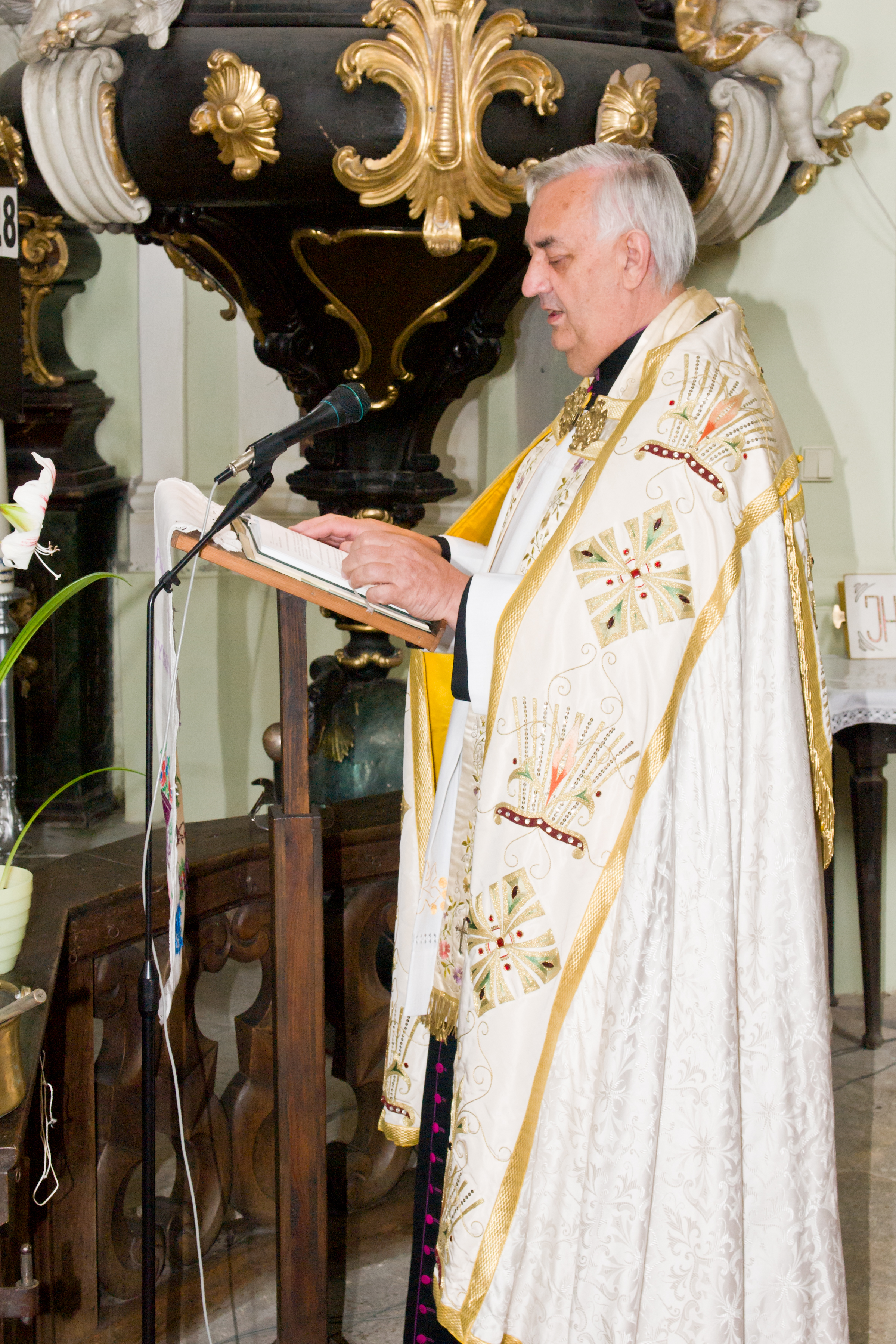
Msgre. Vladimír Gajdušek – farář touškovský